# Сантијаго од мора
Сантијаго од мора је америчка анимирана телевизијска серија креирана од стране Ники Лопез, Леслија Валдеса и Валери Валш Валдес која је имала премијеру 9. октобра 2020. на Никелодиону. Гласове позајмљују Кевин Чакон, Џастис Кироз, Алиса Читам и Валентино Кортес. 
18. фебруара 2021. серија је обновљена за другу сезону, која је имала премијеру 7. јануара 2022.

## Радња
Серија прати Сантијага, 8-годишњег гусара, и његову посаду док се упуштају у спасавања, откривају скривена блага и чувају карипско отворено море. Серија је прожета шпанским језиком, и латино-карипском културом и наставним планом и програмом.

## Ликови

### Главни
- Сантијаго Монтес (глас позајмио Кевин Чакон у првој сезони[4][5] и Валентино Кортес у другој сезони) је 8-годишњи гусар, и вођа своје екипе.
- Томáс (глас позајмио Џастис Кироз) је Сантијагов рођак и помоћник чија гитара производи специјалне соничне звукове.
- Лорелај (глас позајмила Алиса Читам)[6] је Сантијагова најбоља другарица и друга помоћница која може да се претвори у сирену користећи чаробну наруквицу.

### Зликовци
- Бони Коска (глас позајмила Киндра Санчез) је капетан El calamar-а, у панк-рок фазону. Она је непристојна, саможива и фокусирана углавном на то да има највише моћи и плена.
  - Сер Гарави (глас позајмио Џон Легвизамо у првој сезони и Ерик Лопез у другој сезони)
- Енрике Реал де Паласиос Трећи (глас позајмио Хантер Џонс у првој сезони и Орландо Родригез у другој сезони) је себично и хвалисаво дете које жели да има све. Он је изумитељ и гусар који управља својим бродом "El Palacio" са својом мишјом посадом.
- Ескарлата ла Пирата (глас позајмила Мирна Веласко) је морска вештица гусарка. Она је пола медуза и пола девојчица, и има способност да позове групу медуза у помоћ. Њен циљ је да постане владарка седам мора и воли да буде у центру пажње. Она је главна противница Лорелај, којој завиди на моћима сирене. 
  - Росита (глас позајмила Андреа Гузман) је Ескарлатина млађа сестра први официр брода. Она је била медуза, док Ескарлата случајно на њу није просула напитак који ју је претворио у девојчицу медузу, али задржала је електричне моћи медузе.
- Пепито (глас позајмио Робин де Хесус)[7]

## Улоге
| Улога                               | Оригинални глас                                   | Српски глас |
| ----------------------------------- | ------------------------------------------------- | --- |
| Сантијаго Монтес                    | Кевин Чакон (С1) Валентино Кортес (С2)            | Симон Јегоровић (говор, С1-С2Е15) Марко Јакшић (говор, С2Е16-27) Mateya (певање)                                 |
| Томáс Монтес                        | Џастис Кироз                                      | Виктор Мајер (говор) Виктор Влајић (певање, С2Е12а) Јована Чуровић (певање, С2Е17а) Марко Ћурчић (певање, С2Е22) |
| Лорелај                             | Алиса Читам                                       | Дарија Врачевић (С1) Ивона Аливојводић (С2) Ирина Арсенијевић (певање, С2Е20-22)                                 |
| Кико                                | Дејв Дрокслер                                     | оригинални глас                                                                                                  |
| Бони Коска                          | Киндра Санчез                                     | Мина Ивановић |
| Сер Гарави                          | Џон Легвизамо (С1) Ерик Лопез (С2)                | Томаш Сарић |
| Ескарлата ла Пирата                 | Мирна Веласко                                     | Јована Васић |
| Enrique Réal de Palacios III "Рики" | Хантер Џонс (С1) Орландо Родригез (С2)            | Лазар Перишић |
| Примера                             |                                                   | оригинални глас                                                                                                  |
| Ратонситос                          |                                                   | оригинални глас                                                                                                  |
| Хозефина Монтес                     | Лејла Колом                                       | Снежана Нешковић                                                                                                 |
| Антонио Монтес                      | Лесли Валдес                                      | Бранислав Платиша                                                                                                |
| Др Монтес                           | Ејприл Ортиз                                      | Ана Кораћ |
| Тина Монтес                         | Медисон Данијелс (С1) Наташа Ескобар (С2)         | Јана Пауновић |
| Дон Нотр                            | Ослар Де Ла Фе                                    | Томаш Сарић |
| Алберто                             | Дејв Дрокслер                                     | Милан Антонић |
| Принцеза Карина                     | Палома Чески                                      | Анђела Џаферовић                                                                                                 |
| Брено                               | непознато                                         | оригинални глас                                                                                                  |
| Љубичаста                           | Олив Валдес Вајолет Валдес Лена Марано (С2)       | Марија Огњеновић                                                                                                 |
| Тиркизна                            | Наташа Ескобар                                    | Ивана Тењовић |
| Деда Мраз                           | Алфред Молина                                     | Бојан Хлишћ |
| Чувари Крцко Орашчићи               | непознато                                         | оригинални глас                                                                                                  |
| Сесилија                            | Дејв Дрокслер                                     | оригинални глас                                                                                                  |
| Медузе поданици                     | непознато                                         | оригинални глас                                                                                                  |
| Капетан Мрвица                      | Шон Кенин                                         | Бранислав Јевтић                                                                                                 |
| Хозе Џонс                           | непознато                                         | |
| Минито Мајмун                       |                                                   | оригинални глас                                                                                                  |
| Мама Мајмун                         |                                                   | оригинални глас                                                                                                  |
| Барбарито                           | Ерик Кранч                                        | Милан Антонић |
| Морски змај                         |                                                   | оригинални глас                                                                                                  |
| Ел Пирата Махико                    | Оскар Де Ла Фе                                    | Милан Тубић |
| Висенте                             | Енрике Париска (С1) Лејла Акоста (С2)             | Олег Дамњановић                                                                                                  |
| Капитан Калавера                    | Исмаел Круз Кордова                               | Милан Антонић |
| Лава гуштер                         | непознато                                         | оригинални глас                                                                                                  |
| Мали Антонио Монтес                 | Оскар Рејес                                       | Марко Чурчић |
| Златни џин                          | Хулијан Реболедо                                  | Марко Марковић                                                                                                   |
| Мартин                              | Џејмс Монро Ајглхарт                              | Томаш Сарић |
| Рио                                 | Томас Хобсон                                      | Милан Тубић |
| Анани                               | Рајон Никол Браун (С2Е2) Анаирис Кињонес (С2Е12б) | Јана Пауновић |
| Кракен                              | непознато                                         | оригинални глас                                                                                                  |
| Амбер                               | непознато                                         | |
| Британи                             | непознато                                         | |
| Пепито                              | Робин де Хесус                                    | Милош Ђуричић |
| Ел Гардијан                         | Ден Сашоф                                         | Александар Глигорић                                                                                              |
| Бастијан                            | Хиро Хантер                                       | Виктор Влајић |
| Робот                               | непознато                                         | оригинални глас                                                                                                  |
| Џиџи                                | Дејв Дрокслер                                     | оригинални глас                                                                                                  |
| Неблина                             | Кристина Ви                                       | Ирина Арсенијевић                                                                                                |
| Били Коска                          | Вивијан Ламоли                                    | Јована Цавнић |
| Лола Котора                         | Џесика Мераз                                      | Ања Орељ |
| Мосијак Оцелот                      |                                                   | |
| Касика                              | Присила Лопез                                     | Милена Моравчевић                                                                                                |
| Главни инжењер Мерландије           | Џејмс Монро Ајглхарт                              | Милан Тубић |
| Чикхарнији                          | непознато                                         | оригинални глас                                                                                                  |
| Краљица чикхарнија                  | непознато                                         | оригинални глас                                                                                                  |
| Ха'ани                              | непознато                                         | Анђела Џаферовић                                                                                                 |
| Дукдук                              | непознато                                         | оригинални глас                                                                                                  |
| Ел Ратонсито Перез                  | Хулијан Реболедо                                  | Немања Живковић                                                                                                  |
| Краљ Балтазар                       | Самба Шуте                                        | Лако Николић |
| Краљ Мелхиор                        |                                                   | |
| Краљ Гаспар                         |                                                   | |
| Камила                              | Дејв Дрокслер                                     | оригинални глас                                                                                                  |
| Наћо                                | Дејв Дрокслер                                     | оригинални глас                                                                                                  |
| Бубу                                | Дејв Дрокслер                                     | |
| Морско чудовиште                    | Дејв Дрокслер                                     | |
| Оинкито                             |                                                   | оригинални глас                                                                                                  |
| Ренџерка Енола                      |                                                   | Марија Стокић |
| Зик Перодрвени                      | Дејв Дрокслер                                     | оригинални глас                                                                                                  |
| Карлос Корасон                      |                                                   | Милан Тубић |
| Сер Зефир                           |                                                   | Милош Ђуричић |
| Краљица Солара                      |                                                   | Марија Стокић |
| Нимбуси                             | непознато                                         | оригинални глас                                                                                                  |
| Џинкс                               |                                                   | Марко Марковић                                                                                                   |
| Вебстер                             |                                                   | Милан Антонић |
| Естер                               |                                                   | Ивана Тењовић |
| Лестер                              |                                                   | Марко Ћурчић |
| Сер Мајмун Храбри                   |                                                   | |
| Марисол Реал де Паласиос            |                                                   | Јована Цавнић |
| Мајка такмичарка                    |                                                   | Јована Чуровић                                                                                                   |
| Ћерка такмичарка                    |                                                   | Анђела Џаферовић                                                                                                 |
| Лиснати поданиџи                    | непознато                                         | |
| Росита                              | Андреа Гузман                                     | Анђела Џаферовић                                                                                                 |
| Хонрон                              | непознато                                         | Немања Живковић                                                                                                  |
| Уводна песма                        | непознато                                         | Mateya |

## Емитовање
Серија је имала премијеру 9. октобра 2020 на Никелодиону, а на Nick Jr.-у међународно.